# 下比莱利亚
下比莱利亚（西班牙語：Vilella Baja）是西班牙加泰罗尼亚塔拉戈纳省的一个市镇。总面积6平方公里，总人口177人（2001年），人口密度30人/平方公里。